# José García de Salcedo Coronel
José García de Salcedo Coronel, född 1592 i Sevilla, död 1651 i Madrid, var en spansk skald.
Salcedo Coronel var en stor beundrare av Góngora, vars skrifter han kommenterade (1636-46) på ett sätt, som gjorde författarens text ännu dunklare. Trots sin förkonstling var Salcedo Coronel en betydande begåvning, något som framgår av Rimas (1624 och 1649) och av La España consoladora, panegiricos al Serenisimo Infante Cardenal (1636) på ottave rime. Salcedo Coronel omnämns också med beröm i Lope de Vegas Laurel de Apolo och är intagen i Spanska akademiens Catálogo de autoridades de la lengua.